# جورجو آلبرتاتسی
جورجو آلبرتاتسی (ایتالیایی: Giorgio Albertazzi؛ زادهٔ ۲۰ اوت ۱۹۲۳ – درگذشتهٔ ۲۸ مه ۲۰۱۶) کارگردان و بازیگر اهل ایتالیا بود.

## گزیدهٔ نقش‌آفرینی
- سال گذشته در مارین‌باد
- شب‌های روشن
- تاجر ونیزی
- گراویدا
- شب بزرگ

## نگارخانه

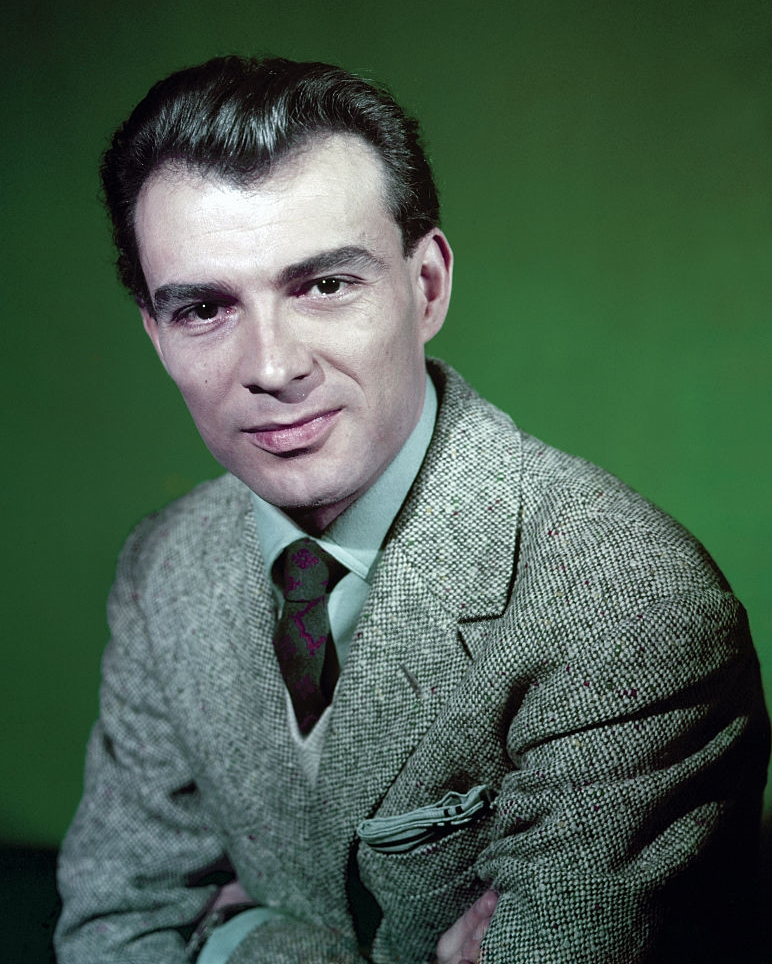
دهه ۱۹۶۰
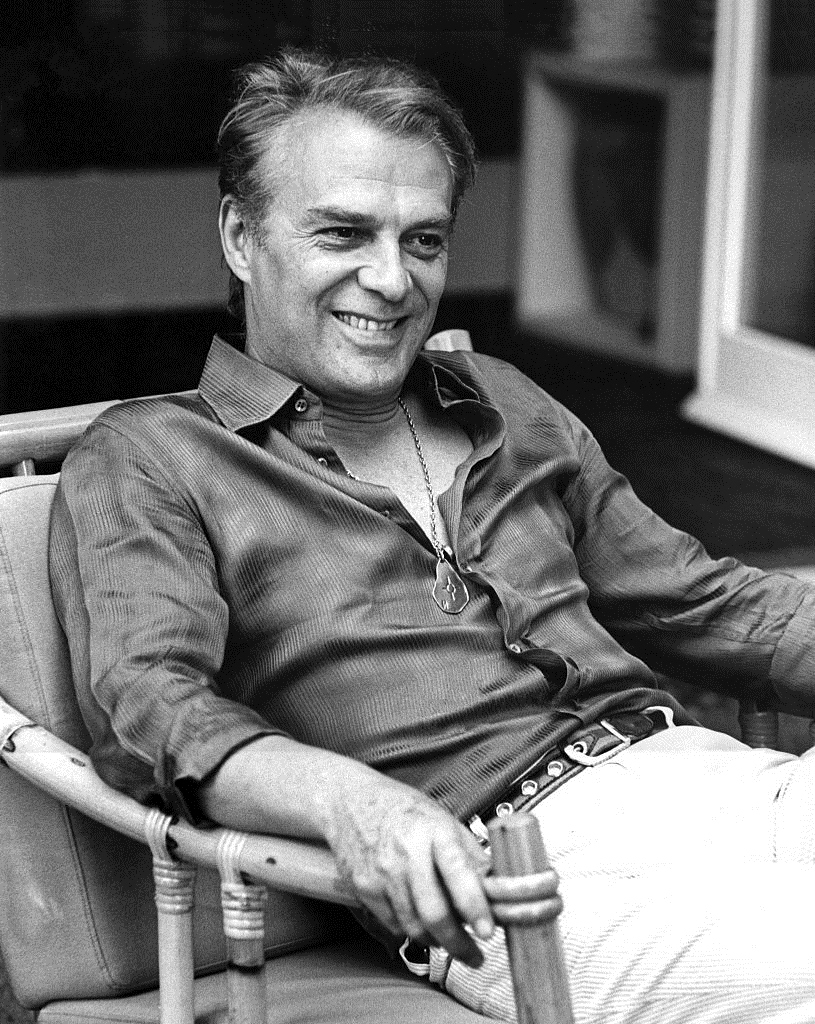
۱۹۷۴
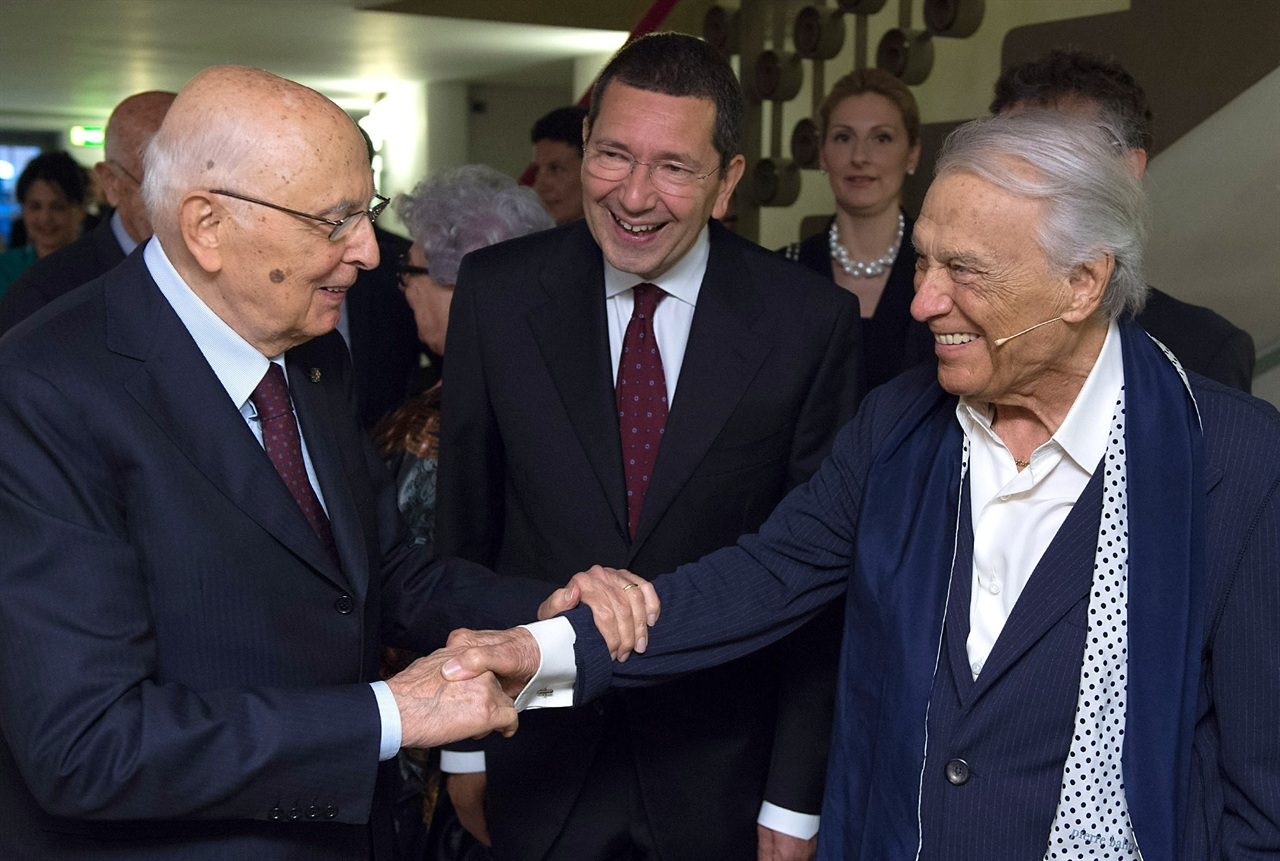
آلبرتاتسی (راست)